# Korjói dalok
A korjói (goryeói) dalok (hangul: 고려 가요, Korjo kajo, RR: Goryeo gayo) a koreai Korjo (Goryeo)-korban (918–1392) született koreai nyelvű költemények. Két reprezentatív típusuk különíthető el: a szogjo (속요, sogyo) és a kjonggicshega (경기체가, gyeonggichega). Összesen 33 dal szövege maradt fenn, további 39-nek a címe ismert.

## Története

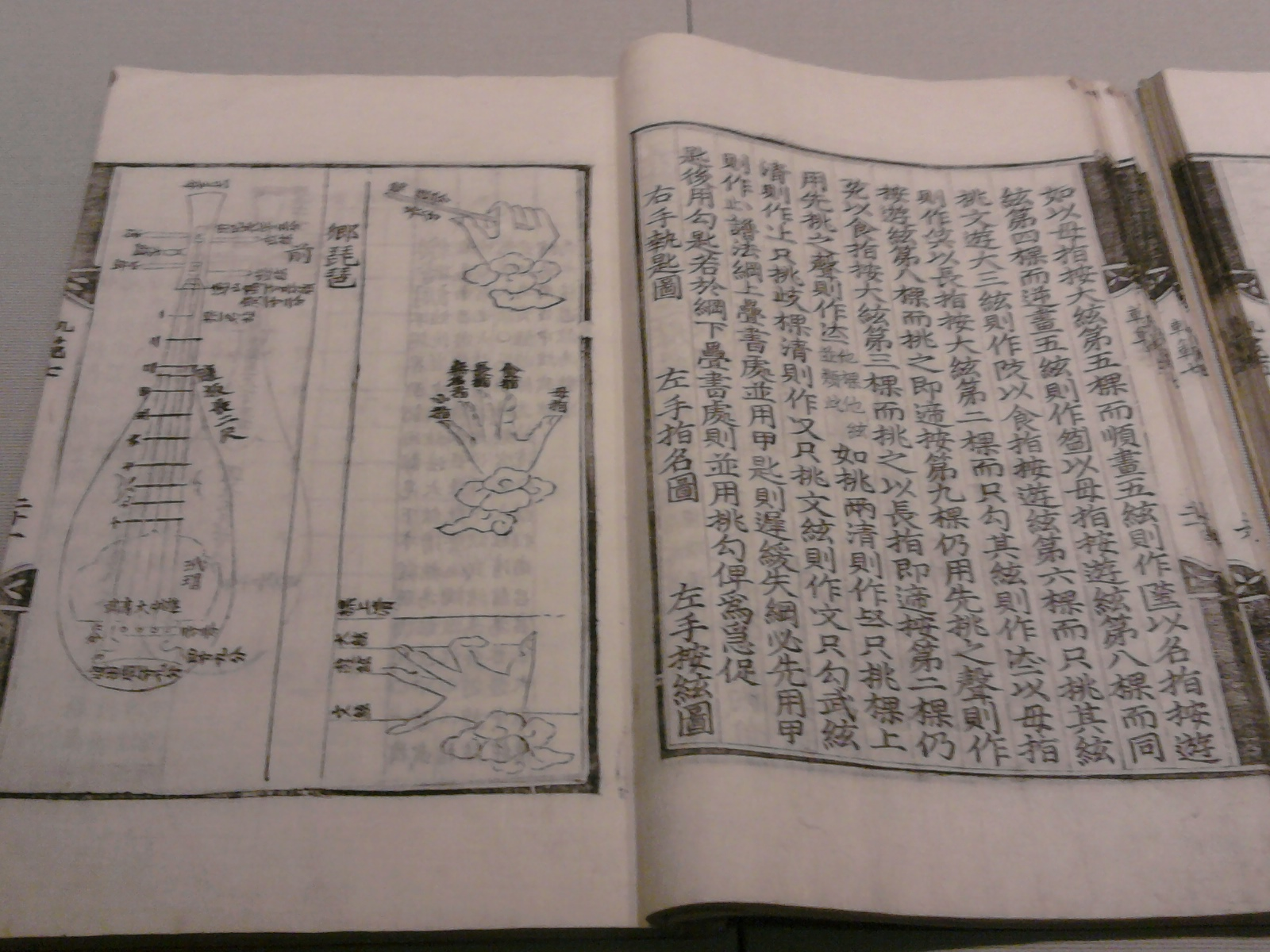
Az Akhak kvebom (Akhak gwebeom) (악학궤범, „Zenei kánon”) két oldala

A korjói (goryeói) dalok feltárása nehézségekbe ütközik, a dalok túlnyomó többsége ugyanis szájról-szájra adva maradt fenn, nagyon keveset jegyeztek csak le, jóval később, a 16. században. A kínai írás és kínai művészetek elterjedése, majd később a Mongol Birodalomnak való alávetettség nem segítettek az anyanyelvi költemények fennmaradásának. A Csoszon (Joseon)-korban ugyan megpróbálták összegyűjteni és lejegyezni az előző királyság költeményeit, azonban az akkori történészek valószínűleg szigorúan cenzúrázták a műveket. A konfucianista elvárásoknak a szabadosabb, szerelemről nyíltabban beszélő korjói (goryeói) dalok nem feleltek meg, túlságosan vulgárisnak, obszcénnek minősítették őket. Összesen 33 olyan dal maradt fenn így, amelynek szövege ismert, jó részük a Korjosza (Goryeosa) (고려사, „Korjo (Goryeo) története”), az Akhak kvebom (Akhak gwebeom) (악학궤범, „Zenei kánon”), az Akcsang kasza (Akjang gasa) (악장가사, „Dalszövegek zenére”) valamint a Sijong hjangakpo (Siyong hyangakbo) (시용향악보, „Koreai dalok jegyzéke”) című Csoszon (Joseon)-kori gyűjteményekből származik. További 39 dalnak csupán a címe ismert. Fennmaradásuk annak köszönhető, hogy megőrizték a zenét, amire énekelték őket. A hangjegyírást már évszázadokkal korábban használták a koreaiak. Az új dinasztia alapítására írt dalokat a meglévő korjói (goryói) dalok dallamára énekelték.

## Jellemzői
Két reprezentatív típusuk különíthető el: a szogjo (속요, sogyo) és a kjonggicshega (경기체가, gyeonggichega). A szogjo (sogyo) esetében minden versszak végén egy refrén ismétlődik, mely jelentés nélküli hangutánzó szavakból áll. A dalok többnyire különálló tartalmú versszakokból állnak, ezeket köti össze a refrén. A kjonggicshega (gyeonggichega) esetében a kjonggi ottohaniikko (gyeonggi eoddohaniikko) (경기 어떠하니잇고) kifejezés ismétlődik minden versszak negyedik és hatodik sorában.